# Сити Колидж
Сити Колидж е международна институция със седалище град Солун, Гърция, но с представителна дейност в 8 държави. Учебното заведение е интегрирано с един от водещите университети в Обединеното Кралство в Европа – University of York.

## История
Сити Колидж е широко признат в целия регион със своите академични постижения. Със своята 30 годишна история, университетът продължава да свързва Великобритания с целия регион, Европа и света.
Сити Колидж застава зад интернационализацията и предоставя на своите студенти най-добрият опит, учебни програми и традиции на британското висше образование. Той дава нови знания, задълбочени изследвания и академични постижения в целия регион чрез своите образовани центрове, за да създаде качествено образование и да подкрепи академичните и професионални стремежи на студентите и техните общности.
В образованителни центрове на CITY съществува динамична международна среда, включваща студенти и висококвалифицирани преподаватели от над 60 държави, които говорят над 20 езика. Това предоставя на учениците възможността да се възползват от различни гледни точки и да получат по-добро разбиране за света в една наистина уникална среда за учене, изцяло на английски език.
Сити Колидж е център на University of York, който се стреми да създаде приобщаваща международна общност, като допринася за общественото благо, напредък в развитието на хората и обществата в региона; свързване на академичните, изследователски, правителски и корпоративни мрежи в целия регион и да създаде и сподели нови знания и възможности за всички.

## Организация
Днес Сити Колидж се състои от 4 академични департамента
- The Business Administration & Economics Department
- The Computer Science Department
- The Psychology Department
- The Humanities Department

## Програми предлагани в Солун
Сити Колидж предлага разнообразие от бакалавърски и следдипломни програми на University of York:

### Бакалавърски програми
- BA (Hons) in Business Studies (Accounting and Finance)
- BA (Hons) in Business Studies (Management)
- BA (Hons) in Business Studies (Marketing)
- BA (Hons) in Business Studies (Hotel and Hospitality Management)
- BSc (Hons) in Computer Science
- BSc (Hons) in Computer Science (Artificial Intelligence and Data Science)
- BSc (Hons) in Computer Science (Business Informatics)
- BSc (Hons) in Computer Science (Web Technologies)
- BSc (Hons) in Psychology
- BA (Hons) in English Language, Linguistics and Literature

### Магисгърски програми
- MSc in Business Analytics and Decision Sciences
- MA in Digital Marketing and Social Media
- MSc in Business Management and Technology
- MSc in Finance and Banking
- MSc in Finance and Risk Management
- MSc in Management (General)
- MSc in Management (Hotel and Tourism Management)
- MSc in Management (Human Resource Management)
- MSc in Management (Logistics and Supply Chain Management)
- MA in Marketing, Advertising and Public Relations
- MSc in Neuromarketing
- MSc in Shipping, Port Management and Logistics
- MA in Clinical Neuropsychology
- MSc in Clinical Psychology
- MSc in Cognitive Neuropsychology
- MSc in Counselling & Psychotherapy
- MSc in Counselling Psychology
- MA in Counselling Psychology with a Practicum
- MSc in Artificial Intelligence and Data Science
- MSc in Software Development
- MSc in Software Development with Industry Placement
- MSc in Web and Mobile Development
- MA in Applied Linguistics with TESOL
- MA in International Relations and European Union Studies
- MA in Translation and Interpreting

### Master of Business Administration (Executive MBA)
- MBA in General Management
- MBA in Marketing
- MBA in Finance
- MBA in Logistics and Supply Chain Management
- MBA in Healthcare Management
- MBA in Human Resource Management

### Докторски програми
- PhD степента може да се продължи чрез докторската програма на University of York подкрепена от European Research Centre (SEERC).

## Курсове предлагани в Югоизточна и Източна Европа и региона на Кавказ
С изключение са програми, предоставяни в основния кампус на Солун, Гърция. Сити Колидж предлага редица бакалавърски и магистърски програми в други страни от Югоизточна Европа и региона на Кавказ, давайки възможност на студентите да учат в собствената си страна (частично или изцяло) и да вземат образование от University of York.

### Белград, Сърбия
- Master of Business Administration (Executive MBA)

### София, България
- BA in Business Studies (Accounting and Finance)
- BA in Business Studies (Management)
- BA in Business Studies (Marketing)
- BA in Business Studies (Hotel and Hospitality Management)
- BA in English Language and Professional Communication
- MA in Digital Marketing and Social Media
- MSc in Finance and Banking
- MA in Marketing, Advertising & Public Relations
- MSc in Management of Business, Innovation and Technology
- MA in Clinical Neuropsychology
- MA in Cognitive Neuropsychology
- Master of Business Administration (Executive MBA)

### Киев, Украйна
- Master of Business Administration (Executive MBA)

### Букурещ, Румъния
- Master of Business Administration (Executive MBA)

### Ереван, Армения
- Master of Business Administration (Executive MBA)

### Тбилиси, Грузия
- Master of Business Administration (Executive MBA)

### Баку, Азербайджан
- Master of Business Administration (Executive MBA)

## Акредитация
Сити Колидж е акредитиран и признат от редица високо ценени професионални международни организации:
- AMBA – Association of MBAs Асоциация на МБА
- CMI – Chartered Management Institute
- BCS – British Computer Society
- BPS - British Psychological Society
- BAC – British Accreditation Council
- QAA – Quality Assurance Agency for Higher Education